# Atlas Personal-Jakroo

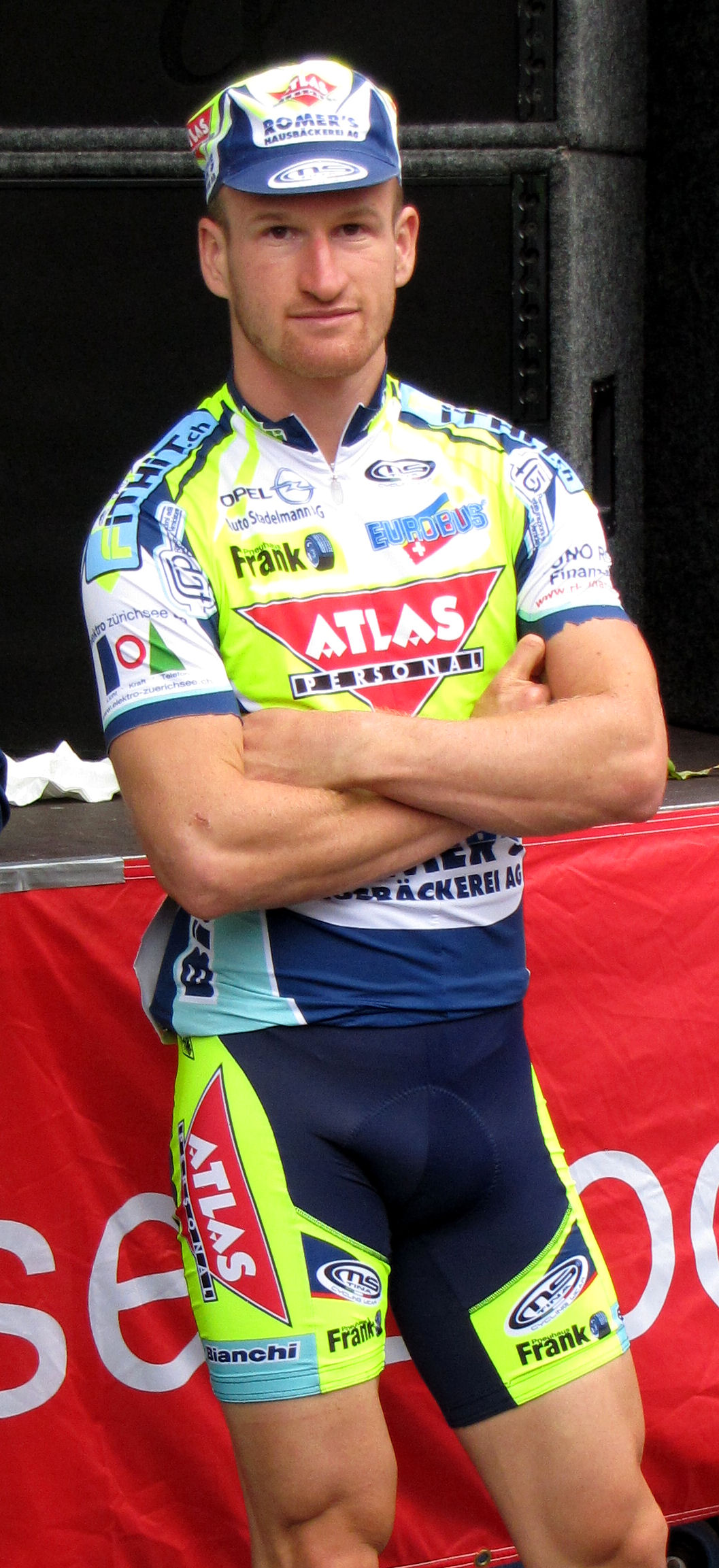
Maxime Beney im Trikot der Mannschaft

Atlas Personal-Jakroo ist ein ehemaliges Schweizer Radsportteam mit dem Status als UCI Continental Team. 
Hauptsponsor des seine erste Saison 2007 fahrenden Teams war das Personalberatungsunternehmen Atlas Personal. Seit der Saison 2008 fuhr das Team mit einer Schweizer Lizenz. Der Sitz befand sich in Sulz. Das Team wurde zum Saisonende 2013 aufgelöst.

## Saison 2013

### Erfolge in der UCI Asia Tour
In der Saison 2013 gelangen dem Team nachstehende Erfolge in der UCI Asia Tour.
| Datum         | Rennen                         | Kat. | Sieger             |
| ------------- | ------------------------------ | ---- | ------------------ |
| 11. Juli      | 5. Etappe Tour of Qinghai Lake | 2.HC | Oleksandr Poliwoda |
| 18. September | 2. Etappe Tour of China I      | 2.1  | Maxym Awerin       |

### Erfolge in der UCI Europe Tour
In der Saison 2013 gelangen dem Team nachstehende Erfolge in der UCI Europe Tour.
| Datum     | Rennen                           | Kat. | Sieger        |
| --------- | -------------------------------- | ---- | ------------- |
| 21. April | Paris-Mantes-en-Yvelines         | 1.2  | Nicolas Baldo |
| 9. Mai    | 1. Etappe Rhône-Alpes Isère Tour | 2.2  | Nicolas Baldo |

### Zugänge – Abgänge
| Zugänge                | Team 2011                     | Abgänge             | Team 2012            |
| ---------------------- | ----------------------------- | ------------------- | -------------------- |
| Maxym Awerin           | Amore & Vita                  | Marcel Aregger      | IAM Cycling          |
| Kanstanzin Klimiankou  | Continental Team Astana       | Jonathan Fumeaux    | IAM Cycling          |
| Giorgio Brambilla      | Leopard-Trek Continental Team | Pirmin Lang         | IAM Cycling          |
| Claudio Imhof          | Team Vorarlberg               | Patrick Schelling   | IAM Cycling          |
| Olexandr Poliwoda      | General Store Mantovani       | Péter Kusztor       | Utensilnord Ora24.eu |
| Adrien Chenaux         | Neoprofi                      | Jan Keller          | RV Wetzikon          |
| Mathieu Chiocca        | Neoprofi                      | Raphaël Addy        | Team Maca-Loca Scott |
| Nicolas Lüthi          | Neoprofi                      | Simon Pellaud       | Team Maca-Loca Scott |
| Tizian Rausch          | Neoprofi                      | David Rösch         | Karriereende         |
| Manuel Stocker         | Neoprofi                      | Michael Bär         | Unbekannt            |
| Temesgen Teklehaymanot | Neoprofi                      | Daniel Henggeler    | Unbekannt            |
|                        |                               | Bernhard Oberholzer | Unbekannt            |

### Mannschaft
| Name                   | Geburtstag         | Nationalität | Team 2014                     |
| ---------------------- | ------------------ | ------------ | ----------------------------- |
| Maxym Awerin           | 28. November 1985  | Ukraine      | Synergy Baku Cycling Project  |
| Nicolas Baldo          | 10. Juni 1984      | Frankreich   | Team Vorarlberg               |
| Felix Baur (†)         | 12. Mai 1992       | Schweiz      |                               |
| Giorgio Brambilla      | 19. September 1988 | Italien      | Veranclassic-Doltcini         |
| Adrien Chenaux         | 16. August 1991    | Schweiz      | Team Vorarlberg               |
| Mathieu Chiocca        | 31. August 1985    | Frankreich   |                               |
| Peter Erdin            | 23. Juli 1990      | Schweiz      |                               |
| Claudio Imhof          | 26. September 1990 | Schweiz      | VC Mendrisio-PL Valli         |
| Kanstanzin Klimiankou  | 3. August 1989     | Belarus      | Amore & Vita-Selle SMP        |
| Nicolas Lüthi          | 1. August 1987     | Schweiz      |                               |
| Olexandr Poliwoda      | 31. März 1987      | Ukraine      | Kolss Cycling Team            |
| Tizian Rausch          | 15. Juni 1993      | Schweiz      |                               |
| Florian Salzinger      | 5. Juli 1983       | Deutschland  | Leopard-Trek Continental Team |
| Manuel Stocker         | 17. Juni 1991      | Schweiz      | Bourg-en-Bresse Ain Cyclisme  |
| Temesgen Teklehaymanot | 3. Januar 1991     | Eritrea      | Team Roth-Felt                |
| Nicolas Winter         | 15. Februar 1989   | Schweiz      | Team Vorarlberg               |
| Stagiaires             | Stagiaires         | Nationalität | Nationalität                  |
| Lukas Spengler         | Lukas Spengler     | Schweiz      |                               |

## Saison 2009

### Erfolge in der UCI Europe Tour
In der Saison 2009 gelangen dem Team nachstehende Erfolge in der UCI Europe Tour.
| Datum             | Rennen                                              | Kat. | Fahrer      |
| ----------------- | --------------------------------------------------- | ---- | ----------- |
| 25. Juni          | Ungarische Meisterschaft – Einzelzeitfahren         | NC   | Rida Cador  |
| 25.–27. September | Gesamtwertung Tour du Gévaudan Languedoc-Roussillon | 2.2  | David Rösch |

## Platzierungen in UCI-Ranglisten
UCI Africa Tour
| Saison    | Mannschaftswertung | Fahrerwertung           |
| --------- | ------------------ | ----------------------- |
| 2009-2011 | -                  | -                       |
| 2012      | 19.                | Jonathan Fumeaux (100.) |
| 2013      | -                  | -                       |

UCI America Tour
| Saison    | Mannschaftswertung | Fahrerwertung         |
| --------- | ------------------ | --------------------- |
| 2009-2010 | -                  | -                     |
| 2011      | 33.                | Laurent Beuret (234.) |
| 2012-2013 | -                  | -                     |

UCI Asia Tour
| Saison    | Mannschaftswertung | Fahrerwertung           |
| --------- | ------------------ | ----------------------- |
| 2009-2010 | -                  | -                       |
| 2011      | 65.                | Pirmin Lang (303.)      |
| 2012      | 54.                | Peter Erdin (164.)      |
| 2013      | 26.                | Giorgio Brambilla (60.) |

UCI Europe Tour
| Saison | Mannschaftswertung | Fahrerwertung        |
| ------ | ------------------ | -------------------- |
| 2009   | 57.                | Péter Kusztor (180.) |
| 2010   | 59.                | Nicolas Baldo (193.) |
| 2011   | 44.                | Pirmin Lang (198.)   |
| 2012   | 53.                | Nicolas Baldo (247.) |
| 2013   | 69.                | Nicolas Baldo (124.) |

UCI Oceania Tour
| Saison    | Mannschaftswertung | Fahrerwertung |
| --------- | ------------------ | ------------- |
| 2008      | 19.                |               |
| 2009-2013 | -                  | -             |